# Cerfia
Ne doit pas être confondu avec Mediavenir.
Cerfia, anciennement Conflits France, est un média hybride lancé en septembre 2020 sur Twitter, et qui s'est structuré en association à but non lucratif en juin 2021,,.

## Historique
L'association exerce principalement sur le réseau social Twitter où elle comptabilise près de 210 000 abonnés en 2021. Elle en compte plus de 700.000 en mai 2022. Le compte Twitter Conflits_FR en possédait déjà 450.000 en août 2020.
À l'été 2023, il bénéficie d'une notoriété du fait de sa couverture des émeutes consécutives à la mort de Nahel Merzouk. Cerfia est par ailleurs le seul média hybride qui donne un lien vers les sources de l'information relayée.
Le directeur adjoint de la rubrique d’actualités sur Twitter Cerfia est Pierre Delcombel.
En juin 2025, Cerfia est racheté par le milliardaire Pierre-Édouard Stérin. Son compte X possède 1,2 million d'abonnés à ce moment-là.

## Identité visuelle

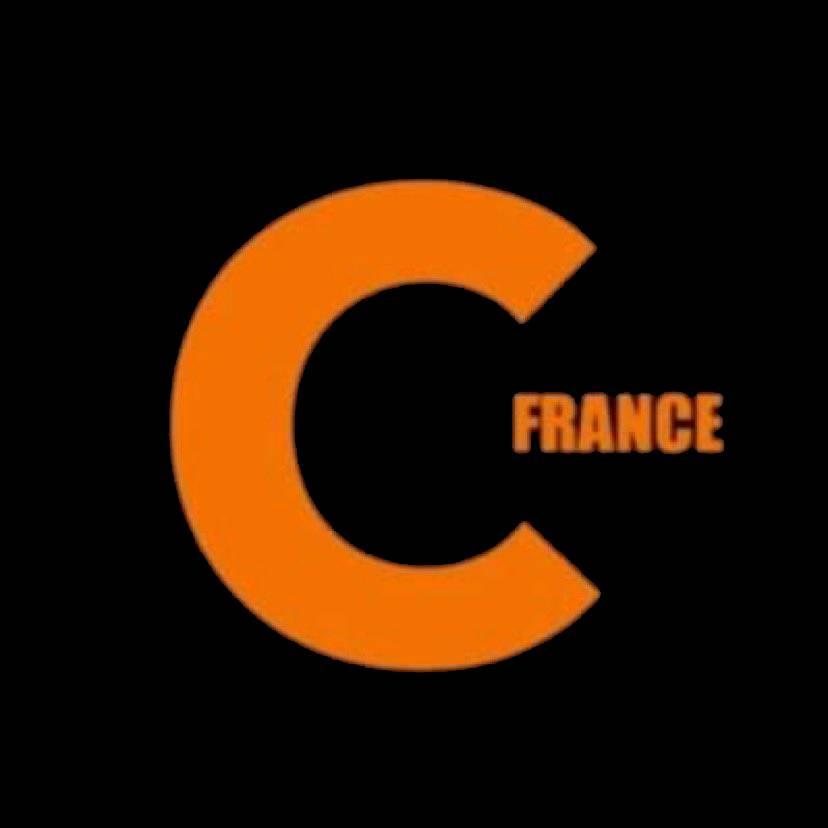
Ancien logo de Conflits France de septembre 2020 à décembre 2020
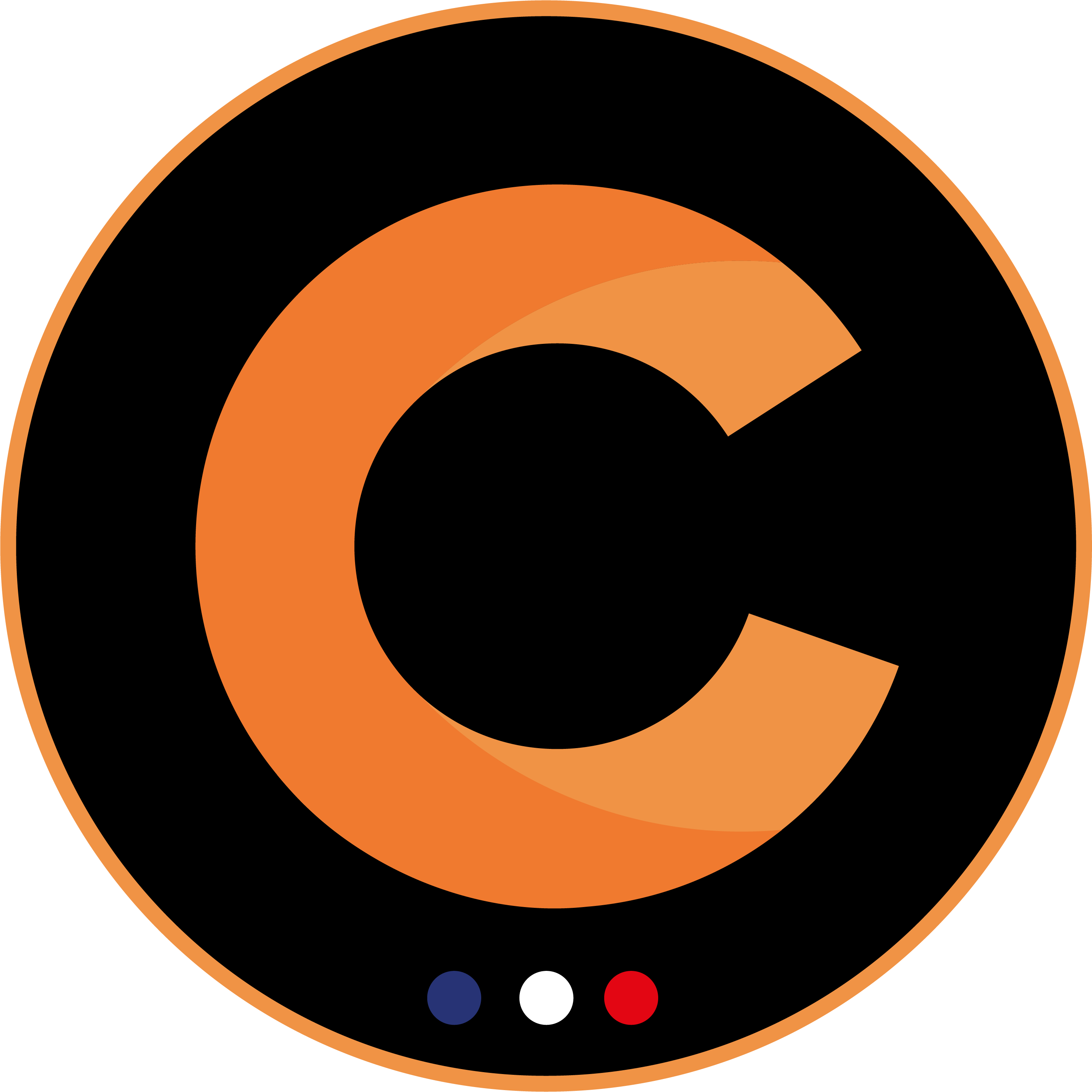
Ancien logo de Conflits France de juillet 2021 à décembre 2021
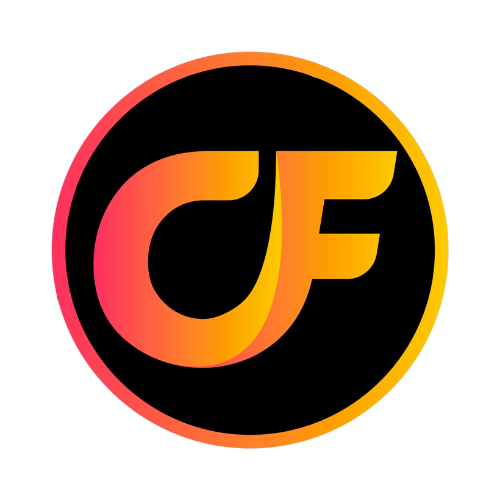
Logo actuel de Cerfia

## Critiques
Les médias hybrides dont Cerfia sont critiqués pour le relai d'informations tronquées ou de polémiques.